# Jena Hansen
Jena Mai Hansen (10 de dezembro de 1988) é uma velejadora dinamarquesa, medalhista olímpica.

## Carreira

### Rio 2016
Jena Hansen representou seu país nos Jogos Olímpicos de Verão de 2016, na qual conquistou medalha de bronze na classe 49erFX, ao lade de Katja Salskov-Iversen.